# François Portron
François Portron (13 juin 1890 - 21 janvier 1973) est un as de l'aviation française pendant la Première Guerre mondiale crédité de 5 victoires aériennes.

## Biographie

### Jeunesse
François Portron naît à Lusignan (dans la Vienne) le 13 juin 1890, de Louis Portron et Hortense Chauvineau, un couple d’agriculteurs protestants. Dans sa jeunesse, il participe très tôt aux travaux de la ferme.
Durant son service militaire, qu’il effectue à partir d’octobre 1911, au 6e régiment d’artillerie à pied  dans la région de Nancy, il suit un stage d’observateur aérien. À sa libération, en novembre 1913, François Portron a atteint le grade de maréchal des logis.

### Première Guerre mondiale
À la fin de son service, François Portron retourne chez ses parents et se marie avant le début de la Première Guerre mondiale. Sa femme est enceinte de son fils lorsque la guerre éclate et qu’il est mobilisé le 2 août 1914 au 3e régiment d’artillerie à pied,. C'est avec ce régiment qu'il participe aux combats dans le Nord de la France et est nommé adjudant en septembre 1914 avant de devenir observateur à l’escadrille V.24, près de Reims. Portron est ensuite muté à l’escadrille C.39 en février 1915, où il effectue principalement des missions d'observation pour l'artillerie. En parallèle de ces missions, il apprend le pilotage directement dans son unité et obtient son brevet de pilote militaire le 8 mars 1916.

#### Pilote de chasse

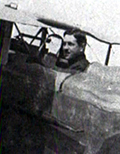
François Portron dans son appareil.

En février 1917 il est éloigné du front et affecté à un poste d'instructeur à l’école de pilotage du Crotoy, dans la Somme, avec le grade de sous-lieutenant. Il y reste jusqu’en octobre, avant d’être renvoyé au front dans l’escadrille de chasse SPA.31 (en). Après des débuts difficiles, l’opération Michael, déclenchée par les Allemands au printemps 1918, lui permet de débloquer son tableau de chasse : il remporte sa première victoire le 22 mai 1918 contre un biplace. François Portron doit ensuite attendre août pour remporter de nouvelles victoires : une le 1er contre un Drachen, et une le 11 contre un Fokker D. VII,. Sur l’ensemble de sa carrière d’as, seule cette victoire du 11 août fut remportée en solitaire, toutes les autres étant partagées. François Portron remporte deux victoires supplémentaires en septembre et octobre 1918, terminant la guerre avec un total de 5 victoires homologuées. Pour cela, il est décoré de la Croix de Guerre avec 5 palmes (citations à l’ordre de l’armée) et 2 étoiles vermeilles (citations à l’ordre du corps d’armée) ainsi que de la Médaille Militaire. Toutes ses victoires ont été remportées aux commandes d’un SPAD XIII, à l'exception de la première, obtenue sur un SPAD VII.

### Vie civile
Démobilisé en 1919, François Portron quitte la ferme de ses parents pour aller s’installer en région parisienne, où il devient directeur d’une papeterie dans l’entre-deux-guerres. En 1939-1940, il est remobilisé brièvement comme capitaine de réserve dans un poste éloigné du front avant de retourner à son activité après la défaite de la France. François Portron décède en 1973 à Poitiers, après avoir passé sa retraite dans son département natal de la Vienne.